# سان فرناندو (تشيلي)
سان فرناندو (بالإسبانية: San Fernando)‏ هي عاصمة مقاطعة كولتشاغوا، في وسط تشيلي، وثاني أكثر المراكز الحضرية اكتظاظًا بالسكان في إقليم أوهيغينز. تقع بالقرب من نهر تينغيريريكا (أحد روافد نهر رابيل) في وادٍ خصب، وتقع سان فرناندو على ارتفاع 339 مترًا (1112 قدمًا) فوق مستوى سطح البحر. تأسست عام 1742، وأصبحت عاصمة المقاطعة عام 1840.